# Annemarie Reinhard
Annemarie Reinhard, Annemarie Petzoldt de soltera, (Dresde, 29 de noviembre de 1921-Ibídem, 10 de noviembre de 1976) fue una escritora alemana.

## Vida
Después de la escuela secundaria trabajó como sastre. En el año 1948 ingresó en el Partido Socialista Unificado de Alemania. Mantuvo amistad con el escritor danés Martin Andersen Nexø. En 1949 comenzó a publicar sus obras. Residió en Dresde junto con su marido, el escritor Götz Gode.
Su evolución literaria se vio influida por Auguste Lazar. Escribió novelas y relatos para adultos y jóvenes. Su novela Treibgut trata sobre la suerte de dos huérfanos refugiados durante la Segunda Guerra Mundial; con ella se convirtió en la primera autora de la República Democrática Alemana en tratar la expulsión de alemanes tras el conflicto. Tag im Nebel es la historia de una huida de la Legión Extranjera Francesa; Flucht aus Hohenwaldau trata sobre la eutanasia organizada por el Tercer Reich. Sus trabajos lograron rápidamente que se imprimieran muchas ediciones; se calcula que de Tag im Nebel se vendieron más de 10 000 ejemplares.
Fue miembro de la Deutscher Schriftstellerverband. Desde 1956 fue la presidenta de la Bezirksverbandes Dresden. En 1960 ganó el premio Heinrich Mann y en 1964 el Martin Andersen Nexö Kunstpreis.

## Obra
- Treibgut (1949)
- Wegweiser (1952)
- In den Sommer hinein (1953)
- Tag im Nebel (1958)
- Sieben Körner Reis (1960)
- Brigitte macht die Probe (1963)
- Das Klima am Band (1967)
- Flucht aus Hohenwaldau (1970)
- Ferien beim Rattenfänger (1980)
- Genossenschaftsbauern - "Helden der Arbeit", Wegbereiter des neuen Lebens (1953)

## Traducciones
- Janina Dziarnowska: Das Haus an der Rennbahn (1953)